# Paulshain
Paulshain ist ein Ortsteil der sächsischen Gemeinde Klingenberg im Landkreis Sächsische Schweiz-Osterzgebirge.

## Geografie
Paulshain liegt etwa vier Kilometer von Höckendorf und sechs Kilometer von der Großen Kreisstadt Dippoldiswalde entfernt. Östlich des Ortes wird die Rote Weißeritz zur Talsperre Malter aufgestaut. Am Fuße der Paulsdorfer Heide, die sich in der Nähe des Dorfes befindet, entspringt der Borlasbach. Paulshain ist mit 0,7 Quadratkilometern Fläche der kleinste Höckendorfer Ortsteil.

### Nachbarorte
| Höckendorf      | Borlas                                      | Seifersdorf    |
| Obercunnersdorf | Kompassrose, die auf Nachbargemeinden zeigt | Paulsdorf      |
| Ruppendorf      |                                             | Dippoldiswalde |

## Geschichte

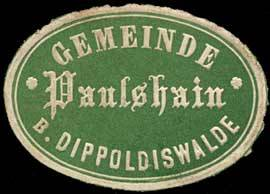
Siegelmarke der Gemeinde Paulshain

Paulshain wurde 1540 im Wald Pawlshain gegründet, der dem Dorf seinen Namen gab. Das Waldhufendorf war zum Amt Dippoldiswalde gehörig. Die Grundherrschaft übte das Rittergut Berreuth aus. Im Jahre 1570 wird ein Einwohner namens Balthasar Wiesener erwähnt. 1639 brannten schwedische Truppen im Dreißigjährigen Krieg den Ort nieder, der Ortsrichter Lorenz Berthold wird genannt. Im frühen 19. Jahrhundert wurde in Paulshain vergeblich versucht, Steinkohle abzubauen. Von 1856 bis 1875 gehörte Paulshain zum Gerichtsamt Dippoldiswalde, danach zur Amtshauptmannschaft Dippoldiswalde. 1952 wurde Paulshain Teil des Kreises Dippoldiswalde (später Landkreis). 1994 fusionierten der Landkreis Freital und der Landkreis Dippoldiswalde zum Weißeritzkreis.
Am 1. Juli 1950 wurde Paulshain in die Gemeinde Ruppendorf und am 1. März 1994 zusammen mit dieser in die Gemeinde Höckendorf eingegliedert. Seit dem 31. Dezember 2012 gehört Paulshain zur Gemeinde Klingenberg.

### Entwicklung der Einwohnerzahl
| Jahr | Einwohnerzahl                |
| ---- | ---------------------------- |
| 1551 | 6 besessene Mann, 4 Inwohner |
| 1764 | 5 Gärtner, 2 Häusler         |
| 1834 | 60                           |
| 1871 | 60                           |
| 1890 | 71                           |
| 1910 | 46                           |
| 1925 | 52                           |
| 1939 | 57                           |

| Jahr | Einwohnerzahl |
| ---- | ------------- |
| 1946 | 75            |
| 2007 | 51            |
| 2010 | 49            |
| 2011 | 46            |
| 2016 | 49            |
| 2021 | 50            |